# Pont de la Vallée (Sutton)
Pour les articles homonymes, voir Pont de la Vallée.
Le pont de la Vallée (aux États-Unis, Mississquoi River Bridge) est un pont à treillis d'acier, enjambant la rivière Missisquoi entre Richford au Vermont et Sutton au Québec à la frontière canado-américaine. Il relie le chemin de la Vallée-Missisquoi à Sutton à la route 105A à Richford, entre les postes frontaliers du point d'entrée East Richford–Glen Sutton. Le pont a été construit par l'État du Vermont en 1929 et est l'un des deux de l'État construit par la Pittsburgh-Des Moines Steel Company. Il a été inscrit au registre national des lieux historiques des États-Unis en 1990. 

## Description et histoire
Le pont de la Vallée est situé au nord-est de Richford et au sud-est de Sutton, à l'endroit où la rivière Missisquoi traverse la frontière internationale (une ligne est-ouest) dans une direction à peu près sud-ouest. Le pont est situé au nord-ouest du hameau d'East Richford et à l'ouest du hameau de Glen Sutton. Le pont est une structure métallique à deux travées à travers une structure en treillis, 205 pieds (62,5 mètres)   de longueur, et a été assemblé avec une construction rivetée. Les fermes reposent sur des culées et une pile de béton coulé. Une travée mesure 150 pieds (45,7 mètres) et l'autre mesure 50 pieds (15,2 mètres). Le pont mesure 21,6 pieds (6,6 mètres)   large, et porte deux voies de circulation sur un tablier en béton. La profondeur maximale des fermes est de 19 pieds (5,8 mètres) et les portails d'extrémité ont un dégagement de 15 pieds (4,6 mètres). 
Le pont a été construit par l'État du Vermont en 1929, dans le cadre d'un programme de construction de plus de 1200 ponts après les inondations dévastatrices de 1927. Le pont a été fabriqué par la Pittsburgh-Des Moines Steel Company et n'est que l'un des deux ponts connus de l'État à être construit par cette entreprise. Il présente des caractéristiques de conception normalisée mises au point par l'État pour accélérer la construction des ponts à l'époque. Le point de passage frontalier était alors important sur le plan économique, donnant accès aux marchés du sud du Québec aux industries de Richford.
Il s'agit l'un des trois ponts en métal à poutres triangulées de type Parker subsistant au Québec. Le pont n'a pas connu de transformations majeures ce qui lui confère un haut niveau d'autenticité. Il a été restauré en 2018, conjointement par le Vermont et le Québec.

## Poste frontière
Le point d'entrée d'East Richford–Glen Sutton relie les villes de Sutton et Richford via le pont de la rivière Missisquoi à la frontière canado-américaine . En 1936, les États-Unis ont construit un grand poste frontalier qui est toujours utilisé aujourd'hui et est également inscrit au registre national des lieux historiques depuis 2014.